# انتسو دکارو
اِنتسو دِکارو (ایتالیایی: Enzo Decaro) با نام اصلی وینچنتسو پورکارو دکارو (ایتالیایی: Vincenzo Purcaro Decaro؛ ‏ ۲۴ مارس ۱۹۵۸)، بازیگر، فیلم‌نامه‌نویس و هنرمند کاباره ایتالیایی است که به همراه ماسیمو تروئیزی و للو آرنا یکی از بازیگران کمدی نوین ناپلی محسوب می‌شود که توسط گروه تئاتر لااسمورفیا در نیمه دوم دهه هفتاد معرفی و عرضه شد.
از فیلم‌ها یا مجموعه‌های تلویزیونی که وی در آن‌ها نقش داشته است، می‌توان به جایی در آفتاب، جنایات، زن شهرستانی، عشق پردردسر و دست خدا اشاره نمود.